# ساشا سونغ
ساشا سونغ (بالليتوانية: Sasha Son)‏ هو مغني وكاتب أغاني ليتواني، ولد في 18 سبتمبر 1983 في فيلنيوس في ليتوانيا.

## وصلات خارجية
- ساشا سونغ على موقع ميوزك برينز (الإنجليزية)
- ساشا سونغ على موقع ديسكوغز (الإنجليزية)